# フリードリヒ・ヴィルヘルム・フォン・ブランデンブルク
フリードリヒ・ヴィルヘルム・フォン・ブランデンブルク（Friedrich Wilhelm Graf von Brandenburg, 1792年1月24日 - 1850年11月6日）は、プロイセンの貴族、軍人、政治家。第5代プロイセン首相（在任：1848年 - 1850年）。爵位は伯爵でプロイセン陸軍での最終階級は騎兵大将。

## 生涯
フリードリヒ・ヴィルヘルム・フォン・ブランデンブルクはプロイセン王フリードリヒ・ヴィルヘルム2世とその貴賤結婚・重婚の相手の1人であるゾフィー・フォン・デーンホフ伯爵夫人の間の息子として生まれ、1795年7月6日にブランデンブルク伯爵の姓を与えられた。同腹の妹ユーリエはアンハルト＝ケーテン公フェルディナント・フリードリヒに嫁いだ。1807年にプロイセン軍に入隊、1812年には騎兵大佐 (en) に昇進し、ルートヴィヒ・ヨルク・フォン・ヴァルテンブルク将軍の参謀としてロシア遠征に参加。1839年に第4軍団の司令官 (de) となり、1848年には騎兵大将となった。
1848年にエルンスト・フォン・プフュール (en) 内閣が退陣に追い込まれると、国王フリードリヒ・ヴィルヘルム4世は叔父のブランデンブルクに組閣の大命を下し、いわゆる「ブランデンブルク＝マントイフェル内閣」が成立した。この身内人事はドイツにおける反動期 (de) の始まりとなり、プロイセン政府はフランクフルト国民議会と真っ向から対立した。プロイセン国民議会 (en) は国王と宰相の敵対行動のために混乱し、ベルリンからブランデンブルク・アン・デア・ハーフェルへと移され、最終的には解体した。1848年12月5日、ブランデンブルクは議会の賛成なしに保守的なプロイセン王国憲法 (en) を公布させた。

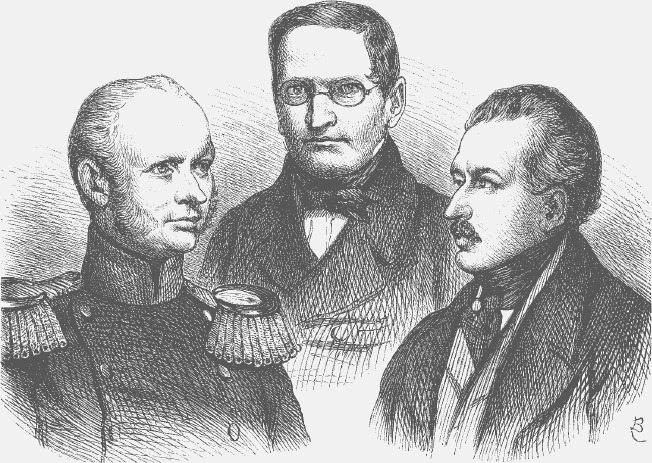
プロイセン保守派の政治家

1850年10月、ブランデンブルクは持ち上がっていたオーストリアとプロイセンの間の政治対立において、ロシアがどのような立場をとるかを探るためにワルシャワに赴いている。最初、ブランデンブルクはオーストリアを除外した形でのプロイセン中心の連合政策 (en) を支持していたが、プロイセンとオーストリアの両覇権国の間の妥協に向けた交渉は進まないままだった。ブランデンブルクはオーストリアとの戦争が起きるのを望まず、1850年11月1日および2日には外相ヨーゼフ・フォン・ラドヴィッツ (en) の提案するプロイセン国民への動員令発令には反対した。
翌11月3日にブランデンブルクは持病が急に悪化し、そのまま11月6日に亡くなった。なお1850年2月16日、ベルリンの名誉市民に選ばれている。